# Il mio pensiero
Il mio pensiero è il secondo singolo tratto dalla compilation Secondo tempo di Luciano Ligabue, in programmazione radiofonica dal 5 settembre 2008, seguendo Il centro del mondo.

## Descrizione
Il video prodotto, come sempre dalla AngelFilm, per la regia di Marco Salom, è stato girato nelle campagne laziali a metà luglio.
Il brano, pur essendo rimasto fuori dalla top 5 della classifica dei singoli, ha raggiunto un buon airplay radiofonico.

## Informazioni
- Testo e musica di Luciano Ligabue
- Produzione artistica di Fabrizio Barbacci. Arrangiamenti: Fabrizio Barbacci e Ligabue. Produzione esecutiva: Claudio Maioli per Zoo Aperto. Registrato e mixato da Paolo Alberta presso lo Zoo Studio di Correggio e Fonoprint di Bologna
- Musicisti:
  - Fabrizio Barbacci: chitarre
  - Niccolò Bossini: chitarra elettrica
  - Nicola Manzan: violino
  - Guglielmo Ridolfo Gagliano: tastiere e violoncello
  - Roberto Pellati: Batteria
  - Antonio Righetti: basso

## Curiosità
- il 21 maggio 2011, il centro di controllo missione di Houston ha inviato la canzone nello spazio all'equipaggio della STS-134 dello Space Shuttle Endeavour, utilizzandola come sveglia per un nuovo giorno di lavoro, dedicata all'italiano Roberto Vittori, sulla Stazione spaziale internazionale insieme a Paolo Nespoli[4].

## Classifiche
| Classifica (2008) | Posizione massima |
| ----------------- | ----------------- |
| Italia            | 6                 |

### Classifiche di fine anno
| Classifica (2008) | Posizione |
| ----------------- | --------- |
| Italia            | 37        |